# 36061 Haldane
36061 Haldane è un asteroide della fascia principale. Scoperto nel 1999, presenta un'orbita caratterizzata da un semiasse maggiore pari a 3,2501477 UA e da un'eccentricità di 0,0738136, inclinata di 3,51025° rispetto all'eclittica.